# Flößer

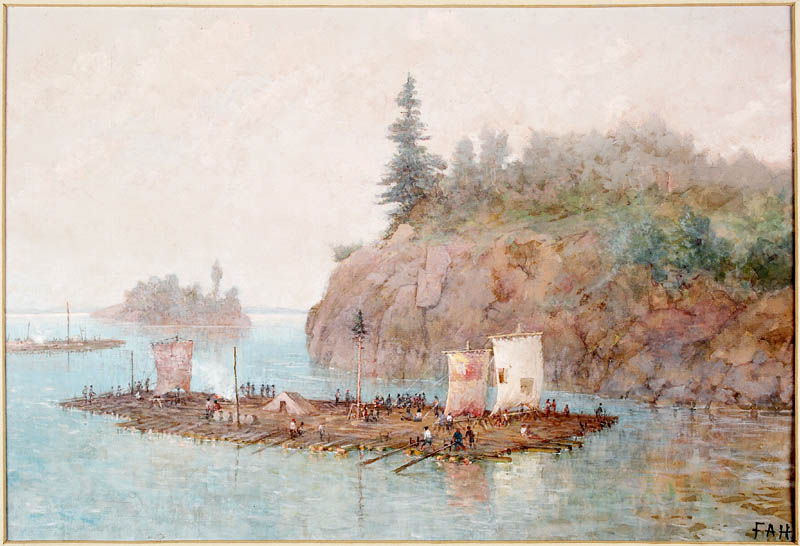
The Lumber Raft (Frances Anne Hopkins, 1868)

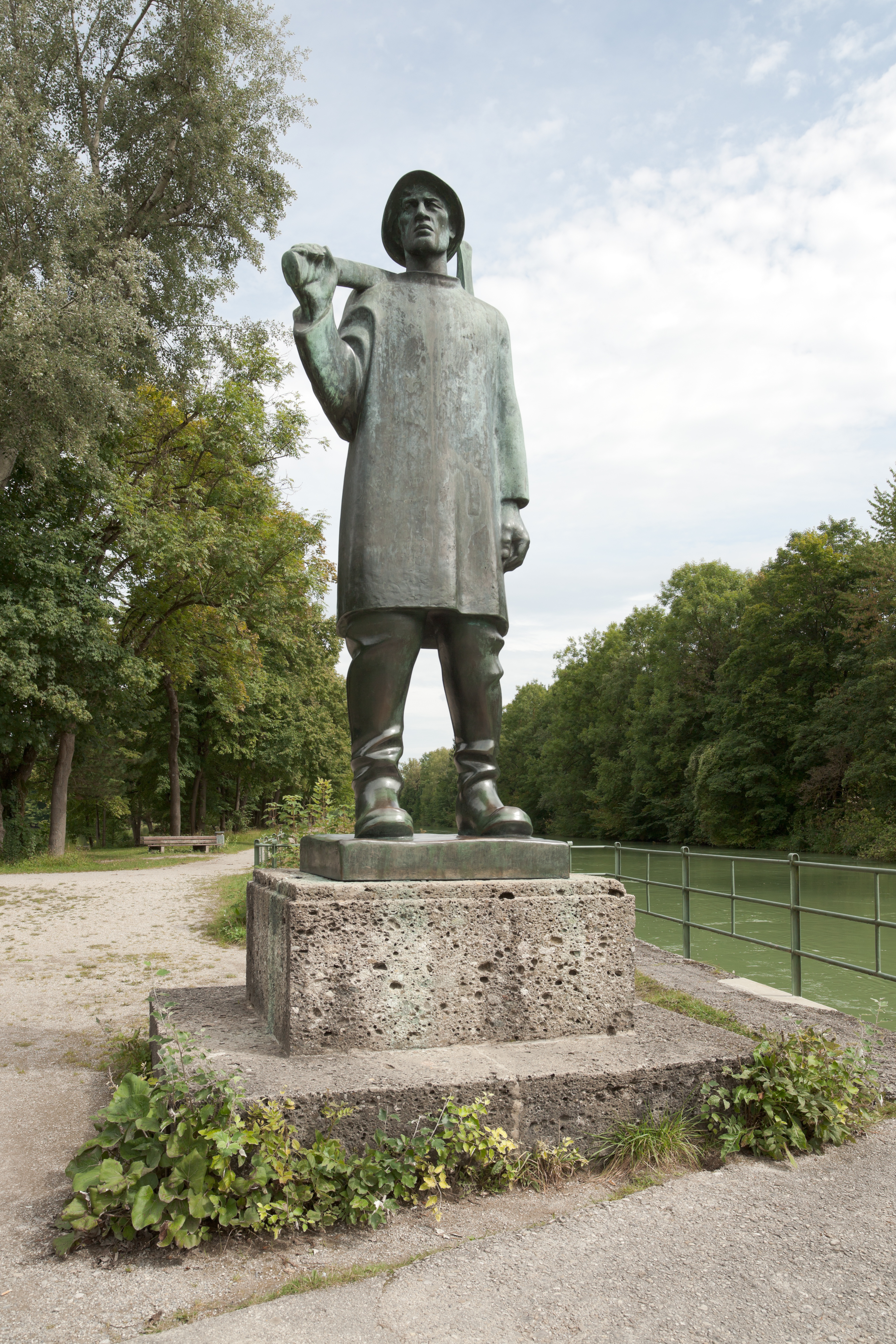
Isarflößer (Fritz Koelle)

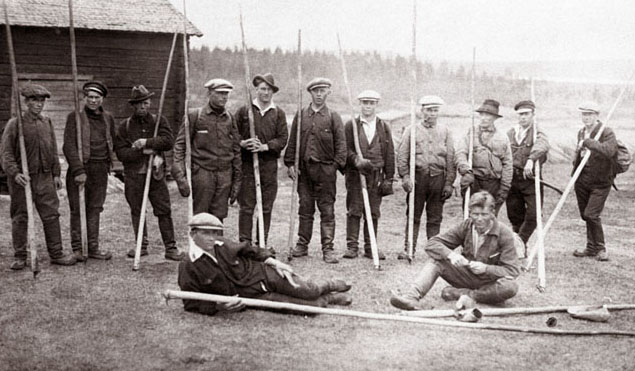
Finnische Flößer mit ihren Floßhaken

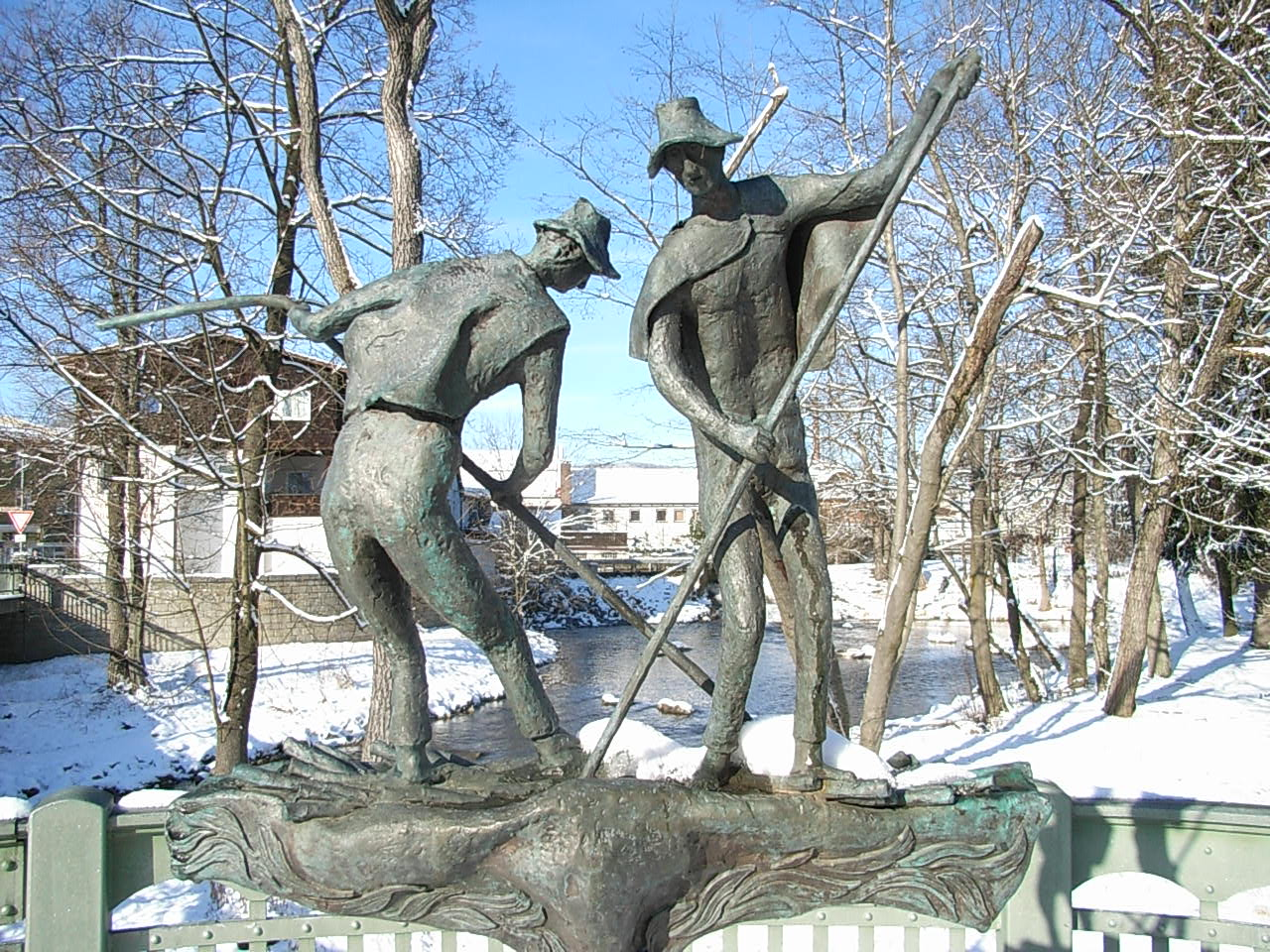
Flößer, Zwiesel/Regen

Der Flößer ist ein mittlerweile in Europa ausgestorbener Beruf, der in vielen Ländern der Welt in waldreichen Gegenden ausgeübt wurde. Die Aufgabe bestand darin, gefällte Baumstämme oder Baumteile entweder als Floß auf Flüssen oder auch auf Seen (Flößerei) oder aber einzeln auf Bächen oder über hierfür angelegte Floßgräben (Trift) oder künstlichen Holzschwemmanlagen kontrolliert bis zu den Brettmühlen, Köhlereien, Glasfabriken, Werften oder Holzplätzen zu treiben. 

## Berufsbezeichnungen im deutschsprachigen Raum
Der Beruf des Flößers war in manchen Landesteilen kein traditioneller Handwerksberuf mit einem festen Berufsbild. Es gab in diesen Gebieten keine Einteilung in Meister, Geselle und Lehrling, wie es sonst üblich war. Die Berufsbezeichnungen variieren in den Archivalien zwischen Flößer, Floßknecht, Floßherr und Holzhändler, die sich aber nicht klar voneinander abgrenzen lassen. Der wesentliche Unterschied bestand zwischen den Flößern die ihr eigenes Holz flößten oder flößen ließen und denen, die in Lohnarbeit standen.
Anders war dies z. B. im Raum von Donau, Inn, Isar und Loisach, wo Flößer als Handwerker in Zünften organisiert waren und Flößermeister existierten.

## Das Handwerk des Flößers
Die Flößer standen beim Binden der Hölzer meistens im Wasser. Die sogenannten „Krempstiefel“, die ihnen bis an den Bauch reichten, schützten vor der Nässe. Das Einbinden der Holzstämme mit Weidenruten erforderte große Kenntnisse und viel Geschicklichkeit, damit das Floß nicht beim Durchfahren starker Krümmungen und beim Passieren von Brücken und Wehren auseinanderbrach.
Das Universalwerkzeug des Flößers war der Floßhaken. Wenn sich Holz beim Triften verkeilt, „Brücken“ oder „Holzinseln“ gebildet und zu Holzstaus geführt hatte, mussten diese von den Flößern mittels des Hakens wieder aufgelöst werden. Das „Aufsprengen“ oder „Aufzwicken“ war sehr gefährlich und erforderte viel Mut und Geschick.

### Bayern
Von März bis November war der Flößer von seiner Familie getrennt. Er flößte auf Flüssen oder arbeitete in einem Holzhafen, während Frau, Kinder, Alte und Kranke im Dorf blieben. Im Winter arbeitete der Flößer im Wald und stellte das Handwerkszeug zum Floßbau her, wie z. B. Wieden, Spannkeile und Stangen. „Das Leben eines Flößers hängt an einer Wiede“, besagt ein alter Flößerspruch.

### Pfalz
Die Trift war im Pfälzerwald im Sommer weitgehend nicht möglich (wegen Wassermangels) oder gar verboten (da Wiesen beschädigt und Wassermühlen beeinträchtigt werden konnten). Da auch in wasserreichen Zeiten das Bachwasser oft nicht ausreichte, mussten Klausen angelegt werden, um bedarfsgerecht „Schwallwasser“ erzeugen zu können.